# Mahadevi Varma

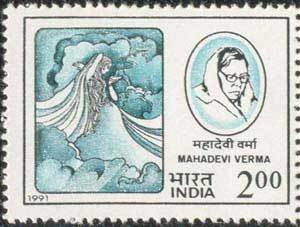
Mahadevi Varma

Mahadevi Varma (hindi: महादेवी वर्मा, ur. 26 marca 1907, zm. 11 września 1987) – poetka tworząca w języku hindi. Była postrzegana jako jedna z głównych twórców hinduskiego romantyzmu w literaturze.
W 1956 została odznaczona Orderem Padma Bhushan.